# Jan I Wittelsbach (Pfalz-Zweibrücken)
Jan Wittelsbach (ur. 8 maja 1550 Meisenheim, zm. 12 sierpnia 1604 Germersheim) - hrabia palatyn i książę Palatynatu-Zweibrücken.
Syn księcia Palatynatu–Zweibrücken Wolfganga i Anny Heskiej. Jego dziadkami byli: Ludwik II i Elżbieta Heska oraz landgraf Hesji Filip i Krystyna księżniczka saksońska.
Po śmierci Wolfganga w 1569 roku jego ziemie zostały podzielone między jego pięciu synów. Filip Ludwik otrzymał Palatynat-Neuburg, Jan Palatynat–Zweibrücken, Otto Henryk Palatynat-Sulzbach, Fryderyk Palatynat-Zweibrücken-Vohenstrauss-Parkstein a Karol Palatynat-Zweibrücken-Birkenfeld.
4 października 1579 w Bad Bergzabern poślubił Magdalenę (1553-1633), córkę Wilhelma Bogatego, księcia Jülich-Kleve-Berg i Marii Habsburg. Starsza siostra Magdaleny, Anna była żoną Filipa Ludwika. Para miała piątkę dzieci które dożyły pełnoletniości:
- Marię Elżbietę (1581–1637) - żonę księcia Jerzego Gustawa z Palatynatu-Veldenz.
- Jana (1584-1635) - hrabiego palatyna i księcia Palatynatu-Zweibrücken-Veldenz
- Fryderyka Kazimierza (1585-1645) - hrabiego palatyna i księcia Palatynatu-Zweibrücken-Landsberg
- Jana Kazimierza (1589-1652) - hrabiego palatyna i księcia Palatynatu-Zweibrücken-Kleeburg, ojca króla Szwecji Karola Gustawa Wittesbacha
- Amalię Henriettę (1592-1655) - żonę księci Jakuba Francisza Pestaclada

W 1588 roku zmienił główną religię w kraju z luteranizmu na kalwinizm.